# Château Cantemerle

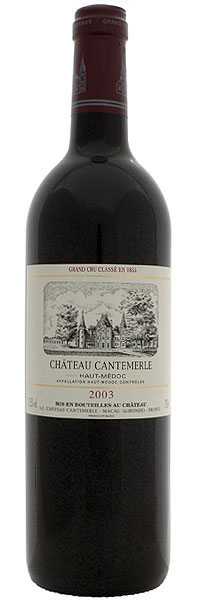
butelka Château Cantemerle

Château Cantemerle – winnica w rejonie Haut-Médoc, w apelacji Bordeaux we Francji. Pierwsze wzmianki o winnicy pochodzą już z 1147 roku. Winnica produkuje wino  Château Cantemerle.